# Der atmende Gott – Reise zum Ursprung des modernen Yoga
Der atmende Gott – Reise zum Ursprung des modernen Yoga ist ein Dokumentarfilm von Jan Schmidt-Garre, der sich mit der Frage „Wo kommt Yoga her, wie ist es entstanden?“ beschäftigt. Er hatte Premiere in Deutschland am 5. Januar 2012.
Schmidt-Garre nähert sich dem Thema durch den Besuch von Schülern und Kindern T. Krishnamacharyas, dem Vater des modernen Yogas. Zahlreiche historische Schwarzweißaufnahmen Krishnamacharyas und dessen Schüler geben weitere Einblicke in die Anfänge des modernen Yoga – darunter Aufnahmen von Yoga-Vorführungen für den Maharadscha Krishna Raja Wadiyar IV. Dieser Maharadscha von Mysore eröffnete eine Yoga-Schule die Krishnamacharya leitete.
Im ersten Teil des Films interviewte Schmidt-Garre K. Pattabhi Jois, einen Meisterschüler Krishnamacharyas, der während der Dreharbeiten starb. Der Film zeigt auch die Yoga-Bemühungen des Regisseurs, der von B. K. S. Iyengar eine Übungsstunde in Shirsasana (Yoga-Kopfstand) erhält. Der – inzwischen verstorbene – Iyengar war Schwager und Schüler von Krishnamacharya sowie Gründer des Iyengar-Yoga. Als Lehrer von Yehudi Menuhin machte er Yoga im Westen salonfähig. Auch Krishnamacharya zweite Tochter Alamelu Sheshadri kommt zu Wort. Sie sagt „Yoga bedeutet Konzentration bis an die Grenze des Möglichen“. Am Ende des Films wird ein Bild des Gottes Narasimha im Lotussitz gezeigt. Dieser atmende Gott inspirierte den Titel der Dokumentation.

## Kritik
„Schmidt-Garre weist filmisch immer wieder darauf hin, dass seine Sicht die eines Westlers ist, der von außen auf die Yoga-Tradition schaut. Er hinterlegt den Film mit westlichen Klassik-Klängen wie  Rimsky-Korsakows  wunderbarem Hindu-Lied aus der Oper ,Sadko‘. ,Der atmende Gott‘ wird so zu einer unverklärten und doch atmosphärisch stimmigen Dokumentation, die weder klischeehaft verkitscht ist noch vorgibt, einen Blick von innen heraus auf Yoga werfen zu können.“